# 京士活 (英國國會選區)

在亞芬郡的位置

京士活（英語：Kingswood），英國國會一自治市選區，位於英格蘭西南部南格洛斯特郡南部，包括九個地方選區。
自1974年創設以來多數支持保守黨。2010年大選中保守黨的克里斯·斯基德莫爾以40.4%選票擊敗了自1992年起任當區議員、工黨的羅格·貝里。